# Janesville
Janesville je město v jižním Wisconsinu ve Spojených státech amerických. Založeno bylo roku 1853. Jde o největší město v okrese Rock County. Žije zde přibližně 66 tisíc obyvatel.
Ve oblasti Janesvillu se nachází celkem 12 škol prvního stupně, 3 školy druhého stupně, 2 střední školy a 5 škol privátních: Janesville Academy for International Studies, ARISE Virtual Academy, Rock River Charter School, Rock University High School a TAGOS Leadership Academy. Mimo to zde již od roku 1850 působí Wisconsin School for the Blind and Visually Impaired.